# Julio Bárbaro
Julio Donato Bárbaro (Buenos Aires, 29 de enero de 1942) es un escritor, pensador, profesor y político argentino asociado al peronismo. Es licenciado en Ciencias Políticas por la Universidad del Salvador. Fue diputado nacional (1973-1976), secretario de Cultura de la Nación (1989-1991) durante la presidencia de Carlos Menem, e interventor del Comité Federal de Radiodifusión -COMFER- (2003-2008), durante las presidencias de Néstor Kirchner y Cristina Fernández. Al finalizar su mandato como interventor del COMFER continuó su labor de intelectual escribiendo libros y artículos para publicaciones periódicas, y se destaca su columna semanal en Infobae.

## Biografía
Nació en el barrio porteño de Boedo, hijo de Próspero Bárbaro, un colchonero de máquina al hombro, socialista seguidor de Alfredo Palacios y de Velia Reselli, costurera y ama de casa. Ambos le inculcaron a sus tres hijos el valor de la lectura y la educación. En el fondo de su casa de la infancia vivían cuatro familias de trabajadores del interior del país e inmigrantes que admiraban al Presidente argentino Juan Domingo Perón, figura que definió el ingreso a la política de Julio Bárbaro. Por otra parte, Bárbaro recibió una fuerte formación religiosa de la Iglesia católica ya que de chico se educó en colegios de curas y fue de la mano del catolicismo y de la Universidad se integró a la clase media intelectual de la República Argentina.

## Trayectoria

### Recorrido político
Julio Bárbaro recorrió un largo camino dentro de las filas del peronismo. Inició su militancia política en 1960 mientras era taxista y estudiaba Ciencias Políticas en El Salvador y Agronomía en la UBA. En 1967 fundó la Unión Nacional de Estudiantes y se integró a la organización Guardia de Hierro.
En 1972 llegó a ser el Secretario general del Peronismo de Capital, luego fue diputado nacional en 1973 y 1983; entre los años 1989 y 1991, primera presidencia de Carlos Menem, estuvo al frente de la Secretaría de Cultura de la Nación; y durante la gestión de Néstor Kirchner ocupó la titularidad del Comité Federal de Radiodifusión. En dos de ellos terminó enfrentado a los presidentes de turno (Menem y Kirchner) y, en el caso del último gobierno de Juan Domingo Perón, fueron notorios sus cuestionamientos a Montoneros y a otras organizaciones armadas.
En 2003 colabora en la campaña de Néstor Kirchner, a quien lo identificó como a un amigo (al menos de la política).
Por abril del 2005, Julio se encontraba al frente del COMFER (Comité Federal de Radiodifusión), es ahí cuando el entonces mandamás presidencial le solicita un escrito sobre su relación laboral y/o personal con el ex Secretario de Hacienda de Videla, Juan Alemann, por tiempo antes (fines de los '90 e inicios del '00) haber formado parte de una sociedad que gestionaba las cobranzas a deudores. 
En las elecciones primarias de 2013 se presentó como precandidato a senador nacional por el Movimiento Unidad del Trabajo y la Producción, junto con Julio Piumato, quien ocupó la candidatura a diputado nacional. Su resultado no alcanzó el 1,5 necesario para pasar a las elecciones generales. 
En ese mismo año, escribe junto a Oscar Muiño y Omar Pintos el libro "Lejos del bronce. Cuando Kirchner no era K", en una crítica a una presunta contradicción política del expresidente. 
En abril de 2018, Luis Barrionuevo, interventor del Partido Justicialista, Nacional lo nombra vicepresidente segundo, cargo que ocupó hasta el 2 de agosto del mismo año.
En las elecciones primarias del 2021 se presentó como precandidato a diputado nacional por el Partido Federal, sacando un resultado de 0,49% de los votos sin la posibilidad de pasar a las elecciones generales.
En las elecciones primarias de 2023 se presentó como precandidato a presidente por el Frente Liber.AR, junto a Ramona Pucheta como precandidata a vicepresidenta y compitiendo en la interna contra el partido DEMOS, que llevaba como precandidato a presidente al referente liberal Nazareno Etchepare.

### Recorrido cultural
Se destaca que Julio Bárbaro fue titular de una cátedra de la Carrera de Comunicación Social en la UCES (Universidad de Ciencias Empresariales y Sociales). Además, fue profesor asociado Cátedra Amelia Podetti en la Facultad de Ciencias Sociales de la Universidad de Buenos Aires de 1973 a 1976, Secretario de Cultura de la Nación durante el período 1989-1991; y también se desempeñó como Secretario Académico del Instituto Nacional de la Administración Pública.

## Secuestro y desaparición
El 2 de septiembre de 1981 Bárbaro fue secuestrado junto a Juan Carlos Gallegos, del que era socio en su agencia de publicidad en la vía pública y la exdiputada nacional Nilda Garré. El grupo parapolicial se presentó como integrante de Coordinación Federal de la Policía Federal y estaba dirigido por Aníbal Gordon, exmiembro del grupo terrorista de extrema derecha Triple A. Garré fue liberada dos horas después, mientras el secuestro de Bárbaro y Gallego permanecieron desaparecidos casi todo el día. Fueron llevados a un centro clandestino, donde fueron golpeados e interrogados. El secuestro de Bárbaro, Gallegos y Garré fue investigado por el Juez Martín Irurzum, en el marco de la investigación sobre las actividades de la Triple A, Aníbal Gordon, el sindicalista Lorenzo Miguel y el general Otto Carlos Paladino, jefe del servicio de inteligencia del Estado en 1976.

## Opiniones
En 2019 Bárbaro opinó sobre los gobiernos de Cristina Fernández de Kirchner y Mauricio Macri: 

Entre Cristina Kirchner y Macri, hoy votaría por Cristina. Aunque trataría de no votar, tengo 77 años y puedo no votar. [Cristina ]es la contracara de la debilidad de Macri... La gente dice que con Cristina vivía mejor, y vivía mejor. Hoy por hoy, la gente va a votar a Cristina. Asumámoslo, aceptémoslo... [El gobierno de Macri ]es el fracaso de la incapacidad, de los incapaces. Vos me decís, '¡los anteriores eran ladrones!', bueno, sí, pero el bruto es más dañino que el ladrón. Y estos son brutos para el campeonato; lo que están haciendo con el dólar les va a estallar.

En 2021 tuvo una confrontación pública con Domingo Cavallo, exministro de Economía de los presidentes Carlos Menem y Fernando de la Rúa. Bárbaro cuestionó fuertemente su accionar: 

Digo que vos sos parte de lo peor que le pasó a la Argentina, lo sostengo hace mucho tiempo, vos y Martínez de Hoz -porque son lo mismo... Vos fuiste la dictadura cuando yo estaba exiliado; vos nacionalizaste la deuda externa...

Julio Bárbaro en 2022 afirmó en el documental "King Perón" que hubo crímenes en la década del 70 atribuidos a la organización para-estatal Triple A  que en realidad fueron cometidos por sindicalistas. Se refirió a la Triple A y cuestionó “la idea de que era sólo el Estado y el Estado éramos todos”.

### Libros publicados
Como escritor, pensador y referente político publicó varios libros, entre los que se destacan los siguientes:
- Lejos del bronce. Bárbaro, Julio; Muiño, Oscar y Pintos, Omar. (2014) Buenos Aires, Ed. Sudamericana.
- Bárbaro, Julio. (2013) Hablemos de política (de una vez por todas). Buenos Aires, Ed. Sudamericana.
- 1973, el regreso del General. Bárbaro, Julio. (2013) Buenos Aires, Ed. Vergara.
- Poder y comunicación: hacia una Argentina 3.0. Bárbaro, Julio y Gennari, Horacio. (2011) Buenos Aires, Ed. La Crujía.
- Juicio a los 70. Bárbaro, Julio. (2009) Buenos Aires, Ed. Sudamericana.
- Pasiones razonadas. Bárbaro, Julio. (2003) Buenos Aires, Ed. Biblos.
- Con bronca y esperanza. Bárbaro, Julio. (1986) Buenos Aires, El Cid Editor.

A su vez, es columnista de opinión en los medios gráficos de Argentina como Infobae y Diario Los Andes, y escribe para su sitio web oficial.